# The Mayhem Ball
The Mayhem Ball é a oitava turnê da cantora e compositora norte-americana Lady Gaga, em apoio ao seu oitavo álbum de estúdio, Mayhem (2025). A turnê teve início em 16 de julho de 2025, em Paradise, Estados Unidos, sucedendo os 9 shows especiais "The Art of Personal Chaos", marcados antes da estreia oficial da turnê, que está prevista para se encerrar em 30 de janeiro de 2026, em Tóquio, Japão.

## Antecedentes
Em uma entrevista para a revista Vogue em setembro de 2024, Gaga explicou que durante a The Chromatica Ball, foi a primeira vez em muito tempo que conseguiu se apresentar ao vivo sem sentir dor. Ela fazia referência à fratura em seu quadril que sofreu em 2013, durante a The Born This Way Ball, que posteriormente resultou em fibromialgia e a forçou a cancelar o Joanne World Tour no início de 2018.
Mais tarde, em uma entrevista para a Elle em janeiro de 2025, a cantora afirmou que sua forma de encarar as turnês mudou depois da "The Chromatica Ball" e declarou:

"Agora, sair em turnê tem mais a ver comigo como ser humano. E isso torna a experiência no palco ainda mais poderosa, porque, quando chego lá, tenho feito outras coisas em que posso pensar. Eu me conecto com o público como pessoas reais, porque vivi uma vida real."

## Anúncios
Em 20 de novembro de 2024, Gaga anunciou em suas redes sociais dois shows no Coachella, um dos maiores festivais de música do mundo. Os shows, marcados para 11 e 18 de abril de 2025 na Califórnia, EUA, dariam início à promoção do álbum Mayhem antes da turnê The Mayhem Ball. Em fevereiro e março de 2025, Gaga anunciou shows especiais que ocorrerão após o Coachella para continuar a promoção do álbum Mayhem ainda antes da turnê The Mayhem Ball: Mayhem on The Beach (Rio de Janeiro, Brasil), Viva la Mayhem (Cidade do México, México) e Lion City Mayhem (Cingapura).
Em 26 de março de 2025, Gaga anunciou a The Mayhem Ball propriamente dita, por meio de suas redes sociais, revelando uma primeira etapa com 32 datas em cidades da América do Norte e da Europa, como Las Vegas, Nova Iorque, Miami, Londres, Paris e Berlim.
Em 08 de abril de 2025, 3 shows em estádios de cidades da Austrália foram anunciados, expandindo a turnê para mais um continente.
As revistas Hits e a Rolling Stone relatam que os shows previamente anunciados no Rio de Janeiro, Cingapura também fazem parte desta turnê.

Sobre a turnê e sua decisão de optar pela maioria dos shows em arenas em vez de estádios, a cantora declarou:

"Eu não planejava sair em turnê este ano após meus shows em Singapura, mas a resposta incrível ao novo álbum me inspirou a continuar. Escolhemos arenas desta vez para que eu tenha a oportunidade de controlar os detalhes do show de uma forma que simplesmente não é possível em estádios — e, sinceramente, mal posso esperar. Este espetáculo foi concebido para ser uma experiência teatral e eletrizante, trazendo Mayhem à vida exatamente como eu imagino. A Mayhem Ball está oficialmente a caminho. Vejo vocês em breve, monsters."

## Desempenho Comercial
Originalmente planejada para ter 32 datas, a promotora de eventos Live Nation adicionou 13 shows adicionais em várias cidades, devido à alta demanda pelos shows.Em 3 de abril de 2025, foi relatado que a turnê esgotou durante o primeiro dia de venda geral. Em seu relatório, a Billboard sugeriu que a Mayhem Ball poderia ser a maior turnê de Gaga em mais de uma década, com uma estimativa de "US$ 100 milhões a US$ 125 milhões". Eles também citaram que a decisão de mudar de estádios para arenas poderia possivelmente "gerar preços mais altos do que no Chromatica Ball , com muito menos assentos disponíveis a cada noite".

## Set list
Essa set list é a do show em Las Vegas, no dia 16 de julho de 2025. Podendo não representar todos os concertos.
Act I: Of Velvet and Vice
1. "Bloody Mary"
2. "Abracadabra"
3. "Judas"
4. "Aura"
5. "Scheiße"
6. "Garden of Eden"
7. "Poker Face"

Act II: And She Fell into a Gothic Dream
1. "Perfect Celebrity"
2. "Disease"
3. "Paparazzi"
4. "LoveGame"
5. "Alejandro"
6. "The Beast"

Act III: The Beautiful Nightmare That Knows Her Name
1. "Killah"
2. "Zombieboy"
3. "LoveDrug"
4. "Applause"
5. “Just Dance”

Act IV: Every Chessboard Has Two Queens
1. "Shadow of a Man"
2. “Kill for Love”
3. “Summerboy”
4. "Born This Way"
5. "Million Reasons"
6. "Shallow"
7. "Die with a Smile"
8. "Vanish into You"

Finale: Eternal Aria of the Monster Heart
1. "Bad Romance"
2. "How Bad Do U Want Me"
3. "ARTPOP"

## Datas
| Data (2025)                | Cidade                     | País                       | Local                      | Público                    | Receita                    |
| Etapa 1 — América do Norte | Etapa 1 — América do Norte | Etapa 1 — América do Norte | Etapa 1 — América do Norte | Etapa 1 — América do Norte | Etapa 1 — América do Norte |
| -------------------------- | -------------------------- | -------------------------- | -------------------------- | -------------------------- | -------------------------- |
| 16 de julho                | Paradise                   | Estados Unidos             | T-Mobile Arena             | 44.530 / 44.530            | US$11.094.860              |
| 18 de julho                | Paradise                   | Estados Unidos             | T-Mobile Arena             | 44.530 / 44.530            | US$11.094.860              |
| 19 de julho                | Paradise                   | Estados Unidos             | T-Mobile Arena             | 44.530 / 44.530            | US$11.094.860              |
| 22 de julho                | São Francisco              | Estados Unidos             | Chase Center               | 40.656 / 40.656            | US$10.424.203              |
| 24 de julho                | São Francisco              | Estados Unidos             | Chase Center               | 40.656 / 40.656            | US$10.424.203              |
| 26 de julho                | São Francisco              | Estados Unidos             | Chase Center               | 40.656 / 40.656            | US$10.424.203              |
| 28 de julho                | Inglewood                  | Estados Unidos             | Kia Forum                  | 54.809 / 54.809            | US$15.388.147              |
| 29 de julho                | Inglewood                  | Estados Unidos             | Kia Forum                  | 54.809 / 54.809            | US$15.388.147              |
| 1 de agosto                | Inglewood                  | Estados Unidos             | Kia Forum                  | 54.809 / 54.809            | US$15.388.147              |
| 2 de agosto                | Inglewood                  | Estados Unidos             | Kia Forum                  | 54.809 / 54.809            | US$15.388.147              |
| 6 de agosto                | Seattle                    | Estados Unidos             | Climate Pledge Arena       | 43.419/43.419              | US$11.240.782              |
| 7 de agosto                | Seattle                    | Estados Unidos             | Climate Pledge Arena       | 43.419/43.419              | US$11.240.782              |
| 9 de agosto                | Seattle                    | Estados Unidos             | Climate Pledge Arena       | 43.419/43.419              | US$11.240.782              |
| 22 de agosto               | Nova Iorque                | Estados Unidos             | Madison Square Garden      | —                          | —                          |
| 23 de agosto               | Nova Iorque                | Estados Unidos             | Madison Square Garden      | —                          | —                          |
| 26 de agosto               | Nova Iorque                | Estados Unidos             | Madison Square Garden      | —                          | —                          |
| 27 de agosto               | Nova Iorque                | Estados Unidos             | Madison Square Garden      | —                          | —                          |
| 31 de agosto               | Miami                      | Estados Unidos             | Kaseya Center              | —                          | —                          |
| 1 de setembro              | Miami                      | Estados Unidos             | Kaseya Center              | —                          | —                          |
| 3 de setembro              | Miami                      | Estados Unidos             | Kaseya Center              | —                          | —                          |
| 6 de setembro              | Nova Iorque                | Estados Unidos             | Madison Square Garden      | —                          | —                          |
| 7 de setembro              | Nova Iorque                | Estados Unidos             | Madison Square Garden      | —                          | —                          |
| 10 de setembro             | Toronto                    | Canadá                     | Scotiabank Arena           | —                          | —                          |
| 11 de setembro             | Toronto                    | Canadá                     | Scotiabank Arena           | —                          | —                          |
| 13 de setembro             | Toronto                    | Canadá                     | Scotiabank Arena           | —                          | —                          |
| 15 de setembro             | Chicago                    | Estados Unidos             | United Center              | —                          | —                          |
| 17 de setembro             | Chicago                    | Estados Unidos             | United Center              | —                          | —                          |
| 18 de setembro             | Chicago                    | Estados Unidos             | United Center              | —                          | —                          |
| Etapa 2 — Europa           |                            |                            |                            |                            |                            |
| 29 de setembro             | Londres                    | Inglaterra                 | The O2 Arena               | —                          | —                          |
| 30 de setembro             | Londres                    | Inglaterra                 | The O2 Arena               | —                          | —                          |
| 2 de outubro               | Londres                    | Inglaterra                 | The O2 Arena               | —                          | —                          |
| 4 de outubro               | Londres                    | Inglaterra                 | The O2 Arena               | —                          | —                          |
| 7 de outubro               | Manchester                 | Inglaterra                 | Co-op Live                 | —                          | —                          |
| 8 de outubro               | Manchester                 | Inglaterra                 | Co-op Live                 | —                          | —                          |
| 12 de outubro              | Estocolmo                  | Suécia                     | Avicii Arena               | —                          | —                          |
| 13 de outubro              | Estocolmo                  | Suécia                     | Avicii Arena               | —                          | —                          |
| 15 de outubro              | Estocolmo                  | Suécia                     | Avicii Arena               | —                          | —                          |
| 19 de outubro              | Assago                     | Itália                     | Unipol Forum               | —                          | —                          |
| 20 de outubro              | Assago                     | Itália                     | Unipol Forum               | —                          | —                          |
| 28 de outubro              | Barcelona                  | Espanha                    | Palau Sant Jordi           | —                          | —                          |
| 29 de outubro              | Barcelona                  | Espanha                    | Palau Sant Jordi           | —                          | —                          |
| 31 de outubro              | Barcelona                  | Espanha                    | Palau Sant Jordi           | —                          | —                          |
| 4 de novembro              | Berlim                     | Alemanha                   | Uber Arena                 | —                          | —                          |
| 5 de novembro              | Berlim                     | Alemanha                   | Uber Arena                 | —                          | —                          |
| 9 de novembro              | Amsterdam                  | Países Baixos              | Ziggo Dome                 | —                          | —                          |
| 11 de novembro             | Antuérpia                  | Bélgica                    | Sportpaleis                | —                          | —                          |
| 13 de novembro             | Décines-Charpieu           | França                     | LDLC Arena                 | —                          | —                          |
| 14 de novembro             | Décines-Charpieu           | França                     | LDLC Arena                 | —                          | —                          |
| 17 de novembro             | Paris                      | França                     | Accor Arena                | —                          | —                          |
| 18 de novembro             | Paris                      | França                     | Accor Arena                | —                          | —                          |
| 20 de novembro             | Paris                      | França                     | Accor Arena                | —                          | —                          |
| 22 de novembro             | Paris                      | França                     | Accor Arena                | —                          | —                          |
| Etapa 3 — Oceania          |                            |                            |                            |                            |                            |
| 5 de dezembro              | Melbourne                  | Austrália                  | Marvel Stadium             | —                          | —                          |
| 6 de dezembro              | Melbourne                  | Austrália                  | Marvel Stadium             | —                          | —                          |
| 9 de dezembro              | Brisbane                   | Austrália                  | Suncorp Stadium            | —                          | —                          |
| 12 de dezembro             | Sydney                     | Austrália                  | Accor Stadium              | —                          | —                          |
| 13 de dezembro             | Sydney                     | Austrália                  | Accor Stadium              | —                          | —                          |

| Data (2026)    | Cidade         | País           | Local              | Público        | Receita        |
| Etapa 4 — Ásia | Etapa 4 — Ásia | Etapa 4 — Ásia | Etapa 4 — Ásia     | Etapa 4 — Ásia | Etapa 4 — Ásia |
| -------------- | -------------- | -------------- | ------------------ | -------------- | -------------- |
| 21 de janeiro  | Osaka          | Japão          | Kyocera Dome Osaka | —              | —              |
| 22 de janeiro  | Osaka          | Japão          | Kyocera Dome Osaka | —              | —              |
| 25 de janeiro  | Tóquio         | Japão          | Tokyo Dome         | —              | —              |
| 26 de janeiro  | Tóquio         | Japão          | Tokyo Dome         | —              | —              |
| 29 de janeiro  | Tóquio         | Japão          | Tokyo Dome         | —              | —              |
| 30 de janeiro  | Tóquio         | Japão          | Tokyo Dome         | —              | —              |